# Ареальная картотека человеческих отношений
Ареальная картотека человеческих отношений, Региональная картотека человеческих отношений, (англ. Human Relations Area Files, Inc., сокр.: HRAF) — международная основанная на членстве некоммерческая организация (более 300 членских организаций в США и двадцати других странах). Расположена в городе Нью-Хейвен, штат Коннектикут. Существует с 1949 года в качестве независимого в финансовом отношении Управления исследованиями на базе Йельского университета. Миссия организации — поощрять и способствовать осуществлению сравнительного изучения культур, цивилизаций и человеческого поведения прошлого и настоящего. Миссия осуществляется через создание открытого доступа к двум полнотекстным электронным базам данных: eHRAF Мировые культуры (раньше называлась «eHRAF Документальный фонд этнографии») и eHRAF Археология (предыдущее название — «eHRAF Документальный фонд археологии»). Организация также выступает инициатором, спонсором и редактором ежеквартального журнала Межкультурные исследования: Журнал сравнительного обществознания и различных энциклопедий.
Две электронные базы данных доступны организациям-членам Ареальной картотеки человеческих отношений. Ежегодно расширяемая и обновляемая, электронная база данных «Мировые культуры» включает материал по мировым культурам прошлого и настоящего (полный Документальный фонд Ареальной картотеки человеческих отношений, в бумажных документах, микрофишах и электронной информации в интернете, охватывает около 400 культур.) Вторая база данных, «Археология», с 1999 года выстраивается исключительно в электронном формате. Также ежегодно пополняемая, эта база данных охватывает главные археологические традиции, многообразие смежных со сферой традиций и места археологических раскопок по всему миру.

## История создания
26 февраля 1949 года, делегаты от Гарвардского, Пенсильванского, Оклахомского, Вашингтонского и Йельского университетов встретились в Нью-Хейвене, штат Коннектикут, с целью заверить своё членство в новом некоммерческом исследовательском консорциуме, который будет расположен в Йеле. Изначально миссия звучала как «разрабатывать и распространять материалы с организованной информацией по сфере человеческих обществ и культур». Новую межуниверситетскую корпорацию назвали Ареальная картотека человеческих отношений (англ. the Human Relations Area Files, Inc., сокр. HRAF). Это постоянно расширяющаяся картотека этнографических данных с перекрестными ссылками, материал в которой отсортирован и заархивирован по географическому расположению и культурным характеристикам.
Название восходит к Институту человеческих отношений (англ. The Institute of Human Relations), в то время междисциплинарной программы и одноимённого здания Йеля. Институт человеческих отношений спонсировал проект, предшествующий Ареальной картотеке человеческих отношений, — Кросс-культурное исследование (англ. Cross-Cultural Survey) (см. Джордж Питер Мёрдок), в попытке разработать интегрированную науку о человеческом поведении и культуре. 7 мая 1949 года консорциум Ареальной картотеки человеческих отношений был учрежден официально, включив в себя ещё три университета — Чикагский университет, Университет Северной Каролины и Университет Южной Калифорнии. В 2006 году в организации состояло более 20 членов-спонсоров и сотни ассоциированных членов. Изначально, представленный в Ареальной картотеке человеческих отношений Документальный фонд этнографии распространялся на бумажных носителях. С начала 1960-х до 1994 года большинство организаций-членов получали свои экземпляры ежегодного выпуска материалов на микрофишах. С 1994 года ежегодные выпуски материала производились в электронной форме, сначала на CD-дисках, затем в интернете.

## Отличительные особенности баз данных Ареальной картотеки человеческих отношений
Базы данных были разработаны с целью способствовать развитию сравнительных исследований людей во всем их многообразии таким образом, чтобы объяснения человеческому поведению были универсально общезначимы, а не культурно-специфичны. Поиск определённых видов информации среди различных культур облегчается с помощью уникальной системы каталогизации (с использованием ограниченного словаря), которую в Ареальной картотеке человеческих отношений разрабатывали и совершенствовали на протяжении более 50 лет, Обзор культурных материалов (англ. Outline of Cultural Materials, сокр. OCM). В отличие от большинства предметных указателей, применяемых на уровне документов, Ареальная картотека человеческих отношений использует предметные указатели на уровне параграфов.
Например, предположим, что пользователи интересуются вопросом, до какой степени в различных культурах зависят от продовольственных запасов. Они обнаружат, что в предметном указателе есть категория «Заготовка продовольственных запасов и хранение пищевых продуктов» (под индексом 251 в Обзоре культурных материалов). Поиск внутри данной категории выдаст все параграфы, в которых описана сушеная, копченая, маринованная, замороженная, законсервированная, а также заготовленная и запасенная любым другим способом, применяемым в определённой культуре, пища. Аналитики из Ареальной картотеки человеческих отношений прочитали и проиндексировали каждую страницу каждого текста, отправляемого в их базы данных, чтобы пользователи могли найти необходимую информацию, даже если они не знают заранее, какие в точности слова (включая непереведенные слова на языке носителей культуры) могли использовать оригинальные авторы. Конечно, в электронных текстах Ареальной картотеки человеческих отношений также возможно выполнить поиск по словам, которые в них действительно встречаются. А в случае если стандартный словарь не включает аналога для интересующего явления, для поиска определённой информации пользователь всегда может обратиться к предметному указателю Обзора культурных материалов. Алгоритм поиска допускает сочетание запросов по категориям из Обзора культурных материалов и запросов по отдельным словам — у данного вида поиска самый высокий коэффициент полезного действия.

## Использование электронных материалов Ареальной картотеки человеческих отношений
Электронные материалы Ареальной картотеки человеческих отношений могут быть использованы в преподавательской и исследовательской деятельности по любому аспекту культурной и социальной жизни. В основном, документальный фонд организован по главному географическому региону, затем — по культуре или археологической традиции, так что исследователи могут как работать с информацией об отдельных культурах и определённых регионах мира, так и проводить кросс-культурные сравнительные исследования в рамках региона или всего мира.

### Кросс-культурные исследования
Хотя документальный фонд Ареальной картотеки человеческих отношений может использоваться для различных целей, базы данных изначально предназначались для быстрого поиска среди широкого спектра культур с возможностью сравнения человеческих обществ по различным основаниям. Хотя отрывки, имеющие отношения к этнографии, можно с лёгкостью найти в документах, пользуясь предметным указателем Картотеки, то есть Обзором культурных материалов, пользователю нужно будет разработать собственную классификационную, порядковую или интервальную шкалу оценки межкультурных различий, в исследовании которых он заинтересован.
К примеру, предметная категория «Методика социализации» (под индексом 861 в Обзоре культурных материалов) содержит отрывки документов, раскрывающие культурные представления о воспитании детей или общие методы дисциплины, но для оценки многообразия нужно разработать схемы кодирования, такие, как «степень, в которой применяется телесное наказание», «степень, в которой применяются угрозы», «степень, в которой используется похвала». После некоторой практики становится совсем не сложно разрабатывать порядковые шкалы, которые позволяют кодировать слова в количественные показатели, и как только это освоено, без труда можно использовать доступное программное обеспечение для проверки гипотез, сравнения, сочетания и моделирования результатов. Проиндексированные тексты Ареальной картотеки человеческих отношений также поддаются качественному кросс-культурному сравнительному исследованию.
Электронная база данных «Мировые культуры» содержит выборку, известную как Архив случайной выборки (англ. Probability Sample Files, сокр. PSF), охватывающий 60 культур. Исследователи могут использовать Архив случайной выборки для тестирования гипотез в достаточно большой, а главное беспристрастной выборке мировых культур. Вследствие того, что пример из Архива случайной выборки охватывает только одну культуру, случайным образом выбранную из 60 макрокультурных регионов по всему миру, взаимосвязи и другие статистические результаты с большой долей вероятности будут благонадежны и функциональны, чего невозможно добиться, если внутри выборки произошло случайное или обоснованное дублирование позиций. Начиная с 2000 года, Электронная база данных «Мировые культуры» включала дополнительные выбранные случайным образом свидетельства, которые могут быть добавлены в Архив случайной выборки для их последующего научного исследования.
Результаты кросс-культурных исследований с применением этнографии обычно взаимосвязаны. И исследование стало бы намного информативнее, если выйти за рамки перекрестной проверки данных, в частности, посмотреть, обоснует ли временная последовательность причинно-следственные теории. Электронная база данных «Мировые культуры» часто содержит информацию из нескольких временных периодов, так что, хотя это и нечасто практикуется, можно рассмотреть этнографические факты в разрезе двух различных моментов времени. Однако, если не считать многих аспектов культурной эволюции, этнографические (или этноисторические) свидетельства вряд ли смогут предоставить достаточно последовательной информации для проведения статистического анализа.
Эта дилемма в частности распространяется на классические вопросы о культурной эволюции человечества, включая возникновение сельского хозяйства, подъём социального неравенства, рост первых крупных городов и причин государственности. Исследователи культурной эволюции могут использовать Электронные базы данных «Мировые культуры» и «Археология» для изучения и моделирования причинно-следственных связей. Кросс-культурные исследования (сравнительная этнография) могут предоставить археологические индикаторы культурных и других (например, физических или социальных) особенностей. Используя эти индикаторы, исследователи могут проверить множество причинно-следственных положений о важных событиях в культурной эволюции и регрессе по последовательной информации из археологических свидетельств. Таким образом, информация из Электронной базы данных «Археология» позволяет исследователям определить, повторяются ли эволюционные модели одних регионов в других регионах, а также решить, значимы ли предполагаемые причинные факторы событий одних регионов мира для других регионов мира. Сравнительная этнография рассказывает о культурной статике, о том, что предопределяет кросс-культурное многообразие в наше время. Сравнительная археология дает представление о культурной динамике, о том, что идет первым, а что за чем следует в доистории.
В настоящее время все большее количество исследователей различных профессий — не только антропологи — занимаются кросс-культурными исследованиями в мировом масштабе. Психологи, политологи, социологи, биологи-дарвинисты и пр. теперь также пользуются Ареальной картотекой человеческих отношений для проверки универсальных гипотез.